# Gallus Rehm
Gallus Rehm (* 18. Oktober 1924 in Nyomja, heute zu Szederkény, Komitat Baranya; † 27. August 2020 in München) war ein deutsch-ungarischer Werkstofftechniker und Materialpüfer. Er war Professor für diese Fächer an verschiedenen deutschen Universitäten und Direktor der Staatlichen Materialprüfanstalt (MPA) in Stuttgart.

## Leben
Gallus Rehm studierte von 1947 bis 1951 Bauingenieurwesen an der Technischen Hochschule München. 1958 folgte die Promotion mit einer experimentellen Arbeit über die Grundlagen des Verbundes zwischen Stahl und Beton am dortigen Materialprüfungsamt für das Bauwesen. Bis 1963 war er Assistent bei Hubert Rüsch, dem Inhaber des Lehrstuhls für Massivbau. 1965 gründete Gallus Rehm in München die Prüfstelle für Betonstahl. 1968 folgte Rehm einem Ruf an die TU Braunschweig, wo er bis 1973 das Institut für Baustoffkunde und Stahlbetonbau leitete. 1973 berief ihn die Universität Stuttgart auf den Lehrstuhl für Werkstoffe im Bauwesen. In Stuttgart bekleidete er in den Jahren 1973 bis 1990 zeitgleich auch den Direktorenposten der renommierten Materialprüfungsanstalt, des Otto-Graf-Instituts.
2018 wurde Gallus Rehm die Ehrensenatorwürde der TUM verliehen.